# 마리조제 크로즈
마리조제 크로즈(Marie-Josée Croze, 1970년 2월 23일 ~ )는 프랑스계 캐나다인 배우이다. 2012년에 획득한 프랑스 시민권도 보유하고 있다. 2003년 칸 영화제에서 《야만적 침략》(2003)으로 여우주연상을 받았다.

## 어린 시절
크로즈는 몬트리올에서 태어났고, 롱괴유에서 입양되어 다른 네 명의 아이들과 자랐다. 1986년부터 1987년까지 비외 몽레알 일반 대학(Cégep)에서 조형 예술을 공부했다.

## 출연 작품

### 영화
- 마엘스트롬 (2000, Maelström)
- 배틀필드 (2000)
- 아라라트 (2002)
- 빈센조 나탈리의 휑 (2003, Nothing)
- 야만적 침략 (2003)
- 테이킹 라이브즈 (2004)
- 뮌헨 (2005) - 자넷 역
- 텔 노 원 (2006) - 마고 역
- 잠수종과 나비 (2007) - 엔리에트 로이 역
- 자쿠오 르 크로퀀 (2007) - 어머니 역
- 러브 미 노 모어 (2008, Deux Jours à tuer)
- 코코로 (2009)
- 인터섹션 (2013)
- 캘버리 (2014)
- 아름다운 유혹 (2015)
- 에브리띵 윌 비 파인 (2015)
- 투 나잇 틸 모닝 (2015) - 캐롤린 역
- 정상회담 살인사건 (2016)
- 칼린카 (2016, Au nom de ma fille)
- Iqaluit (2016)
- 더 포기븐 (2021, The Forgiven)

### 텔레비전
- 버드송 (2012)
- 톰 클랜시의 잭 라이언 (2018)